# Mojokerto
För andra betydelser, se Mojokerto (olika betydelser).
Mojokerto är en stad på östra Java i Indonesien. Den ligger i provinsen Jawa Timur och har cirka 130 000 invånare.